# Симоновичи (Глусский район)
Си́моновичи (бел. Сіманавічы) — деревня в составе Заволочицкого сельсовета Глусского района Могилёвской области Республики Беларусь.

## Население
- 1999 год — 304 человека
- 2009 год — 146 человек

## Достопримечательность
- Здание почтовой станции середины XIX века